# Hadad (rei d'Edom)
Hadad o Adad (en hebreu, הֲדַד בֶּן-בְּדַד Hadad ben Bdad) va ser el fill de l'últim rei d'Edom, Adar, que es va revoltar contra el rei David i el seu general Joab. Va ser derrotat a la Vall de la Sal (el Mar Mort) i va fugir cap a Egipte. Allà va rebre asil a la cort del faraó i es va casar amb la germana de Tahpenés, muller del faraó. Van tenir un fill de nom Guenubat, que es va criar amb els fills del faraó. Quan es va assabentar que el rei David era mort, va tornar a alçar-se contra el Regne d'Israel però va ser novament vençut pel rei Salomó i s'exilià a Assíria.